# Calumma globifer
Espèce
Synonymes
- Chamaeleo globifer Günther, 1879

Statut de conservation UICN

 EN B1ab(iii) : En danger
Statut CITES
Calumma globifer est une espèce de sauriens de la famille des Chamaeleonidae.

## Répartition
Cette espèce est endémique du centre de Madagascar.

## Publication originale
- Günther, 1879 : Description of four new species of Chamaeleon from Madagascar. Proceedings of the Zoological Society of London, vol. 1879, p. 148-150 (texte intégral).